# Dalby (Lincolnshire)
Dalby è un villaggio e parrocchia civile dell'Inghilterra, appartenente alla contea del Lincolnshire.